# Orgel der St.-Nikolai-Kirche (Stralsund)
Die Orgel der Nikolaikirche in Stralsund ist das zweite Kirchenmusikinstrument in diesem Gotteshaus und wurde durch Carl August Buchholz im Jahr 1841 fertiggestellt. Nach zwischenzeitlichen Veränderungen und einer Sanierung konnte sie im Oktober 2006 wieder eingeweiht werden.
Es handelt sich um eine Orgel mit drei Manualen, Pedal und 56 Registern. Sie zählt zu den in Nordeuropa seltenen erhaltenen Orgeln der Frühromantik.

## Baugeschichte

### Neubau durch C. A. Buchholz 1841
1829 wurde Carl August Buchholz, der im selben Jahr an der Stellwagen-Orgel in der Marienkirche Stralsund Umbauten vorgenommen hatte, zur Unterbreitung eines Kostenvoranschlags für den Neubau einer Orgel beauftragt. Die dort bis dato vorhandene Orgel von Nikolaus Maaß von 1599 (Maaß errichtete 1597 auch die Orgel in der Kirche von Barth) wies große Mängel auf.
Am 14. Februar 1829 reichte Buchholz eine Disposition zur Orgel mit 48 Registern auf drei Manualen und Pedal ein, wobei die Pläne aufgrund der als zu hoch angesehenen Kosten zurückgestellt wurden. Im Jahr 1837 erfolgten unter Mitwirkung des Orgelsachverständigen August Wilhelm Bach und des Generalsuperintendenten von Pommern Carl Ritschl Dispositionsänderungen unter Vergrößerung des bisherigen Plans, u. a. kamen 12 Register hinzu. Nun erteilte die Gemeinde den Auftrag zum Bau, der von 1839 bis 1841 ausgeführt wurde. Die tatsächlichen Kosten beliefen sich auf 11.060 Taler, 28 Groschen und 7 Pfennige. Die 56 Register sind auf drei Manuale und Pedal verteilt. Zur feierlichen Orgelweihe am 8. August 1841 spielte der erste Organist Paul Andreas Peters Joseph Haydns Schöpfung.

### Umbauten 1879 und 1895 durch Mehmel
In den Jahren 1879 und 1895 nahm der Orgelbaumeister Friedrich Albert Mehmel diverse Änderungen, welche die Klangfarbe veränderten, vor. 1890/91 wurde der porphyrne Farbton des Gehäuses durch einen dunkleren ersetzt. Im Ersten Weltkrieg mussten 1917 die großen Prospektpfeifen als Metallspende des deutschen Volkes abgeliefert werden. Diese wurden eingeschmolzen und zu Waffen verarbeitet. Ersetzt wurden sie im Jahr 1924 durch Zinkpfeifen. Im selben Jahr baute Walter Stutz im alten Balghaus eine neue Balganlage ein.

### Umbau 1935 durch Heinze
Im Jahr 1933 empfahl Johannes Biehle in einem Gutachten eine „Auffrischung des Pfeifenmaterials“, die „Überholung der Pfeifenladen“ und den „Ersatz der Spieltraktur durch Pneumatik oder Elektropneumatik“. Gustav Heinze von der Kolberger Firma Reinhold Heinze elektrifizierte im Jahr 1935 die Orgel und erweiterte sie auf vier Manuale. Dabei wurde der Unterbau samt Mechanik herausgerissen und die Orgel auf vier neue Balkenstempel gestellt sowie in den seitlichen Kirchenwänden abgestützt, was sich als folgenschwerer Fehler herausstellte, da damit nicht nur die Optik, sondern auch die Stabilität der Orgel Schaden nahm. Die Klangfarbe änderte sich nach der damaligen Mode von Romantik zum Barock, ganz im Sinne der Orgelbewegung. Die Zeitschrift Das Bollwerk pries die Buchholz-Orgel 1935 in Heft 10 als „Pommerns größte Orgel“.

### Erweiterung durch Schuke 1951/1955
Am Ende des Zweiten Weltkriegs erlitt die Orgel durch eindringendes Regenwasser Schäden und technische Mängel kamen hinzu. Die Kirchengemeinde entschloss sich trotz der Notzeiten für einen Wiederaufbau und gegen den Abriss und Neubau. In den Jahren 1951 und 1955 wurde die Orgel erneut umgebaut, die Firma Alexander Schuke aus Potsdam erweiterte das Instrument auf 79 Register, baute eine Elektropneumatik ein und ein Rückpositiv. Der Erfolg dieses Umbaus war jedoch nicht zufriedenstellend: Die Elektropneumatik war störanfällig und witterungsabhängig und der Klang der Orgel unbefriedigend. Der Mangel an hochwertigen Materialien war einer der Gründe für den unbefriedigenden Klang.

### Sanierung durch Wegscheider und Klais 2003–2006
1986 musste die Orgel wegen dringender Sanierungsbedürftigkeit und der anstehenden Renovierungsarbeiten in der Kirche stillgelegt werden. Sie wurde musikalisch durch eine kleinere der Firma Alexander Schuke ersetzt, blieb allerdings an ihrem Platz in der Nikolaikirche. 1997 spielte erstmals wieder ein Organist, der Kantor Frank Dittmer, auf dem notdürftig spielbar gemachten Instrument. Gerissene Windkanäle waren geflickt und der Windmotor repariert worden. Dittmer brachte damit auch die anstehende Sanierung in Gang.
Im Jahr 1998 beschloss der Gemeindekirchenrat eine Sanierung der Orgel, nachdem auch die Möglichkeiten eines Abrisses und Neubaus bzw. eines Neubaus unter Verwendung alter Bestände erwogen worden waren. Ausschlaggebend für den Auftrag zur Sanierung war, dass es mit der Buchholz-Orgel in der Schwarzen Kirche in Brașov ein Instrument gibt, welches nahezu vollständig erhalten ist und als klangliches und bauliches Vorbild dienen konnte.
Die Firma Orgelwerkstatt Wegscheider wurde mit der Bestandsaufnahme beauftragt. Die 50-seitige Bestandsaufnahme fiel besser aus als angenommen, allerdings erwies sich die Anzahl der original erhaltenen Teile als sehr gering. Anschließend wurden zahlreiche Gutachten internationaler Experten eingeholt. Im März 2003 übernahm die Deutsche Stiftung Denkmalschutz mit einer Million Euro den größten Teil des Finanzbedarfs zur Sanierung in Höhe von 1,6 Millionen Euro, die Firmen Wegscheider aus Dresden und Klais aus Bonn erhielten den Auftrag. Wegscheider trug dabei die künstlerische Verantwortung und übernahm die Restaurierung und Rekonstruktion des Gehäuses sowie der labialen Metallpfeifen und der Windladen, Klais war für den Neubau von Holzpfeifen und Prospektpfeifen, Trakturen, Windanlage und der Mechanik sowie die Restaurierung der einzigen erhaltenen Buchholz’schen Holzpfeifen (Violonbass 32′) zuständig. Von April 2003 an wurde die Orgel saniert.
Zunächst wurde das Rückpositiv von 1955 entfernt, ab dem 22. September 2003 die Orgel entkernt und dabei der Originalbestand von späteren Ergänzungen getrennt. Das nach dem Abbau des Unterbaus im Jahr 1935 um 14 Zentimeter abgesunkene Gehäuse mit seiner ca. zwölf Meter hohen Wand wurde am 15. Oktober 2003 mittels Wagenhebern und Stützen wieder in die Waage gebracht. Der Unterbau wurde in Fachwerk neu ausgeführt und nach historischem Vorbild verkleidet. Im Sommer 2004 wurden die Balganlage und die Großpedalpfeifen eingesetzt. Im selben Jahr entschied sich die Kirchengemeinde, den originalen porphyrnen Farbton des Gehäuses wiederherstellen zu lassen, was im Sommer 2005 geschah. Im selben Jahr wurden die überarbeiteten Windladen, die Mechanik, Traktur, der Spieltisch und die beweglichen Teile wieder eingebaut. Die mit Elfenbein belegten Tasten des neu gebauten Spieltisches stammen von einer alten englischen Orgel, einige originale Tasten waren im Lager der Greifswalder Buchholz-Orgel entdeckt worden. Nach einem Foto von Walter Stutz aus dem Jahr 1917 wurde die Registeranordnung rekonstruiert; die Manubrien wurden aus Ahorn, die Registerschilder aus handgemaltem Porzellan gefertigt.
Wieder eingebaut wurde ein drittes 32′-Register, welches im Original erhalten, aber lange Zeit verschwunden war. Die Orgelbauer arbeiteten mit Stralsunder Pfeifen an der Buchholz-Orgel in Brașov, um den originalen Klang zu erhalten. So wurden die Stralsunder Pfeifen in das dortige Instrument eingebaut und der Klang kopiert. 30 Prozent des alten Pfeifenbestandes wurde aufgearbeitet. Im Mai 2006 begann die Firma Wegscheider mit der Intonation der Orgel, die bis Oktober 2006 dauerte. Am letzten Oktoberwochenende 2006 wurde das Instrument mit Konzerten und Feierlichkeiten eingeweiht.

## Disposition seit 2006
| I Schwellwerk C–g3 |                   |       |
| 01.                | Principal *       | 16′   |
| 02.                | Praestant *       | 08′   |
| 03.                | Viola di Gamba *0 | 08′   |
| 04.                | Piffaro           | 08′   |
| 05.                | Gedackt           | 08′   |
| 06.                | Flauto traverso   | 08′   |
| 07.                | Octave            | 04′   |
| 08.                | Rohrflöte         | 04′   |
| 09.                | Viole d’amour *   | 04′   |
| 10.                | Nasard            | 2 ⁄3′ |
| 11.                | Superoctave *     | 02′   |
| 12.                | Mixtur IV         |       |
| 13.                | Vox angelica      | 08′   |

| II Hauptwerk C–g3 |                         |        |
| 14.               | Principal *             | 16′    |
| 15.               | Quintatön *             | 16′    |
| 16.               | Principal               | 08′    |
| 17.               | Gemshorn *              | 08′    |
| 18.               | Rohrflöte *             | 08′    |
| 19.               | Nasard *                | 5 1⁄3′ |
| 20.               | Octave *                | 04′    |
| 21.               | Spitzflöte *            | 04′    |
| 22.               | Quinte *                | 2 ⁄3′  |
| 23.               | Decima quinta *         | 02′    |
| 24.               | Cornett V               |        |
| 25.               | Scharff V               |        |
| 26.               | Cymbel III              |        |
| 27.               | Progressio Harm. * II–V |        |
| 28.               | Trompete                | 08′    |

| III Unterwerk C–g3 |                       |       |
| 29.                | Bourdon *             | 16′   |
| 30.                | Principal *           | 08′   |
| 31.                | Salicional            | 08′   |
| 32.                | Gedackt *             | 08′   |
| 33.                | Octave *              | 04′   |
| 34.                | Rohrflöte *           | 04′   |
| 35.                | Gemshornquinte *      | 2 ⁄3′ |
| 36.                | Superoctave           | 02′   |
| 37.                | Mixtur IV             |       |
| 38.                | Progressio Harm. II–V |       |
| 39.                | Fagott/Hautbois       | 08′   |
|                    | Tremolo               |       |

| Pedal C–d1 |                |         |
| 40.        | Violon *       | 32′     |
| 41.        | Untersatz      | 32′     |
| 42.        | Principal      | 16′     |
| 43.        | Violon         | 16′     |
| 44.        | Subbaß         | 16′     |
| 45.        | Nasard         | 10 2⁄3′ |
| 46.        | Principal *    | 08′     |
| 47.        | Violon         | 08′     |
| 48.        | Baßflöte       | 08′     |
| 49.        | Nasard         | 5 1⁄3′  |
| 50.        | Octave *       | 04′     |
| 51.        | Baßflöte       | 04′     |
| 52.        | Mixtur VI *    |         |
| 53.        | Contraposaune0 | 32′     |
| 54.        | Posaune *      | 16′     |
| 55.        | Trompete *     | 08′     |
| 56.        | Clairon *      | 04′     |

Die mit * gekennzeichneten Register sind mit Originalbestand
- Koppeln: III/II, I/II, II/P.
- Spielhilfen: Ventil Hauptmanual, Ventil Obermanual, Ventil Untermanual, Ventil Großpedal, Ventil Pedal, Calcantenglocke, Evacuant, Tremulant (ganze Orgel)

Anmerkungen

## Technische Daten

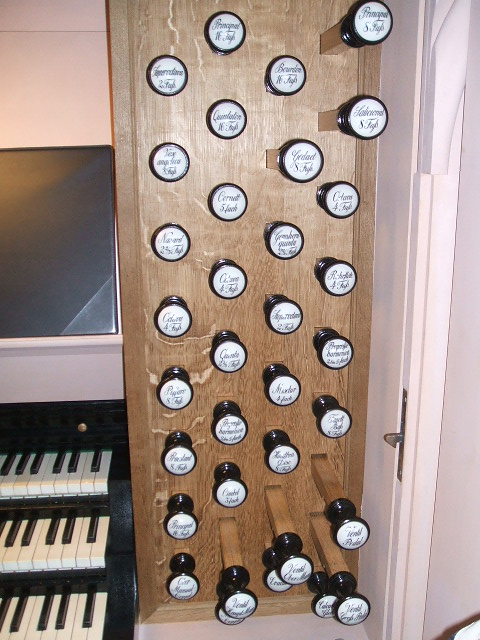
Detail (Registerzüge rechts) an der Buchholz-Orgel in der Stralsunder Nikolaikirche, mit Vox angelica

- 56 Register
- Windversorgung:
  - 9 Keilbälge,
- Schleiflade
- Spieltisch(e):
  - Spielschrank,
  - 3 Manuale,
  - Pedal,
  - Registerzüge.
- Traktur:
  - Tontraktur: Mechanisch,
  - Registertraktur: Mechanisch.

## Organisten
- 30. Juli 1841–1869: Paul Andreas Peters
- 17. September 1869–1871: Carl Fuchs
- 26. September 1871–1891: Robert Johann Theodor Dornheckter
- 1. April 1891–1894: Carl Mann
- 12. Februar 1894– …: Hans Rohloff
- 1936–1939: Otto Weu
- 1939–22. Januar 1959: Liselotte Bräuniger-Freitag
- 1. Oktober 1959 bis 30. Juni 1997: Günter Wehmer
- 1997–31. Mai 2002: Frank Dittmer
- seit 1. Januar 2003: Matthias Pech

## Aufnahmen/Tonträger
- Die Buchholz-Orgel in St. Nikolai zu Stralsund. (Matthias Pech spielt Werke von Mendelssohn Bartholdy, Becker, Hesse, Richter, Merkel, Finzenhagen, Ritter)
- Frank Dittmer an der Buchholz-Orgel in St. Nikolai zu Stralsund. Werke von Bach, Schumann, Bartmuß und Mendelssohn Bartholdy. Bernd Roth Musikproduktion, 2008
- Psalmen an der Buchholz-Orgel (Gotthold Schwarz, Bass und Matthias Pech, Orgel): Dvorak (Biblische Lieder), Rheinberger (u. a. 3. Sonate), Ritter (2. Sonate)